# Kwon Kyung-won
Kwon Kyung-won (kor. 권경원; ur. 31 stycznia 1992 w Seulu) – południowokoreański piłkarz, występujący na pozycji obrońcy w japońskim klubie Gamba Osaka oraz w reprezentacji Korei Południowej. Uczestnik Pucharu Azji 2019 i Mistrzostw Świata 2022.

## Statystyki

### Klubowe
Na podstawie:
| Klub                   | Sezonów | Liga                 | Liga  | Liga   | Puchar krajowy | Puchar krajowy | Kontynentalne | Kontynentalne | Suma  | Suma   |
| Klub                   | Sezonów | Liga                 | Mecze | Bramki | Mecze          | Bramki         | Mecze         | Bramki        | Mecze | Bramki |
| ---------------------- | ------- | -------------------- | ----- | ------ | -------------- | -------------- | ------------- | ------------- | ----- | ------ |
| Jeonbuk Hyundai Motors | 2       | K League 1           | 25    | 0      | 4              | 0              | 5             | 0             | 34    | 0      |
| Shabab Al-Ahli Dubaj   | 3       | UAE Pro League       | 45    | 4      | 0              | 0              | 14            | 1             | 59    | 4      |
| Tianjin Tianhai        | 3       | Chinese Super League | 63    | 1      | 4              | 0              | 11            | 0             | 78    | 1      |
| Jeonbuk Hyundai Motors | 1       | K League 1           | 13    | 2      | 0              | 0              | –             | –             | 13    | 2      |
| Gimcheon Sangmu FC     | 1       | K League 1           | 23    | 1      | 0              | 0              | –             | –             | 23    | 1      |
| Seongnam FC            | 1       | K League 1           | 18    | 1      | 0              | 0              | –             | –             | 18    | 1      |
| Gamba Osaka            | 1       | J1 League            | 14    | 3      | 6              | 0              | 2             | 0             | 20    | 3      |
|                        | Łącznie | Łącznie              | 201   | 12     | 14             | 0              | 30            | 1             | 145   | 13     |

### Reprezentacyjne
Na podstawie:
| Gole w reprezentacji | Gole w reprezentacji | Gole w reprezentacji | Gole w reprezentacji | Gole w reprezentacji | Gole w reprezentacji | Gole w reprezentacji | Gole w reprezentacji | Gole w reprezentacji |
| Lp.                  | Data                 | Miasto               | Przeciwnik           | Wynik                | Czas                 | Gole                 | Inne                 | Rozgrywki            |
| -------------------- | -------------------- | -------------------- | -------------------- | -------------------- | -------------------- | -------------------- | -------------------- | -------------------- |
| 1.                   | 07.10.2017           | Moskwa               | Rosja                | 2:4 (0:1)            | 1'–90'               | 87'                  |                      | mecz towarzyski      |
| 2.                   | 14.11.2020           | Wiener Neustadt      | Meksyk               | 2:3 (1:0)            | 1'–90'               | 87'                  |                      | mecz towarzyski      |

## Sukcesy
Na podstawie:

### Klubowe
Z Jeonbuk Hyundai:
- Mistrz Korei Południowej 2013/14, 2018/19

Z Al-Ahli Dubaj:
- Puchar ZEA 2015/16